# Metaclisis attenuata
Metaclisis attenuata är en stekelart som beskrevs av Lubomir Masner 1981. Metaclisis attenuata ingår i släktet Metaclisis och familjen gallmyggesteklar. Inga underarter finns listade i Catalogue of Life.